# A Coragem de Mudar
A Coragem de Mudar é um drama escrito por Júlio Emílio Braz, publicado pela Editora FTD. O livro conta a história de um garoto de 16 anos, chamado César que se depara com o problema adulto-juvenil, alcoolismo.

## Sinopse
É apenas o passado que está sendo lembrado pela mãe, uma garantia de luta e resistência que faz o ser humano pensar em como ter errado tanto.
Visualizava em sua mente a pequena multidão barulhenta, que se amontoava ao redor da pista, onde o filho disputava um campeonato de skate. Ouviam-se gritos e palmas com a vitória de César. 
Após a vitória, a comemoração. Porém, nem tudo são alegrias, pois César chega em casa cambaleando de tão bêbado, Hilda não se surpreende e tem uma melancolia imensa ao sentir o hálito inconfundível da bebida. A mãe sabe que o filho é um alcoólatra, ela não se lembra de como tudo começou, foi tudo muito de repente. 
Hilda sente-se sozinha nessa luta, pois o pai acha tudo normal, diz que o filho bebeu para comemorar a vitória. 
Cada dia César é levado pela bebida e por onde passa cria confusões, causando transtornos para toda família. Dessa forma, Hilda decide pedir ajuda a uma doutora conhecida sua. A doutora relata que o alcoolismo é um distúrbio cronico caracterizado pelo desejo de álcool e pela perda do controle sobre o seu consumo, explica que toda família precisa ajudar o alcoólatra.
Por causa da bebida, um dos amigos de César se envolve em um acidente e acaba morrendo, isso faz com que todos se afastam dele gerando um impacto na mente de César.
Ao ver-se encurralado, evitado pelos amigos, pela namorada e pela família, César bebe ainda mais. O cheiro de bebida fica impregnado no quarto, no banheiro e em toda a casa, causando grandes transtornos. Assim, o mais grave aconteceu no momento em que o skate escapou de seus pés e ele viu o chão se aproximar rapidamente, depois disso tudo apagou. 
Traumatismo craniano foi o que a mãe ouviu do médico. Com isso, a mãe confessou que colocou algo na comida dele e os efeitos causaram o acidente. O médico orientou a mãe a procurar tratamento, isso será suficiente para ele lutar contra o vício e a dependência da bebida. 
A decisão da família foi unânime, César iria para o AA (Alcoólicos Anônimos). Depois da recuperação da saúde, ele foi convencido a participar das reuniões. 
Viver é uma grande aventura, o sorriso de César mostrou isso. Recuperou-se aos poucos, teve de volta sua família, os amigos, as competições, a multidão vibrando e principalmente, a namorada. 
O álcool é atraente e destrutivo.

## Enredo
César é um garoto de 16 anos, da turma de Skatemania, um adolescente normal, tem uma ótima relação com a namorada e a família. Mas odiava lembrar de tudo que tinha acontecido a um ano atrás... Hilda, sua mãe, sofria ao ver o filho César bêbado, todos os dias. Tudo começou com uma brincadeira do pai que é a favor da bebida e como desculpa afirma que é passagem da adolescência a vida adulta.

## Personagens
- César
- Hilda
- Ana Angelica
- Ricardo
- Henrique
- Leonardo
- Antonino
- Lucas
- Matheus Gois
- Franco
- Balu
- Esquilo
- Renata